# Moses Malone
Moses Eugene Malone, conhecido também por Moses Malone (Petersburg, 23 de março de 1955 — Norfolk, 13 de setembro de 2015) foi um jogador de basquetebol profissional de nacionalidade norte-americana que passou por grandes equipes como San Antonio Spurs, Milwaukee Bucks, Houston Rockets e Philadelphia 76ers. 
Também está na lista dos 50 maiores jogadores da história da National Basketball Association (NBA). Foi jogador profissional durante 19 anos, e venceu três prêmios de NBA Most Valuable Player (Jogador mais valioso da temporada, equivalente ao melhor jogador de basquete do ano).
Morreu em 13 de setembro de 2015 aos 60 anos após sofrer um ataque cardíaco dormindo.